# Індо-грецьке царство
Індо-грецьке царство — держава, що займала північно-західну Індію у 180 році до н. е. Вона керувалася царями з династії Євтидема, засновником якого став Деметрій I Бактрійський. Правління цієї династії тривало майже 200 років. Прийшла у занепад в результаті військових конфліктів з Сатаваханами та династією Шунга, а також вторгнення кушанів.

## Історія

### Передумови
Наприкінці III — напочатку II ст. до н.е. відбувається занепад імперії Маур'їв, що спричинило сепаратистські тенденції у західній та північній частині Індостану. Водночас відбувається послаблення Селевкідської держави з посилення Греко-Бактрійського царства, особливо за часів володарювання царя Євтідема I. Його син Деметрій. Зміцнивши своє становище у Бактрії та Согдіані запланував реалізувати мрію, що мав ще Александр Македонський — підкорити Індію. Для цього він уклав союз з впливовим індійським сановником та військовим Пуш'ямітрой Шунга.

### Грецькі походи
Своє вторгнення до Північної Індії Деметрій розпочав у 180 році до н.е., коли династія Маур'їв вже була повалена Шунгою. Армія Деметрія I просунулася до самої столиці Паталіпутри (сучасна Патна). На південь греки зайняли області Сіндх і Гуджарат, а потім стратегічний порт Барігаза (сучасний Бхаруч). Перший похід було завершено до 175 року до н.е. Його було перервано внаслідок заколоту грецького військового Євкратида, який захопив Бактрію. Деметрій не зміг відновити свою владу, тому його володіння обмежилися долиною Інда, де він став відомим як володар індійців. Столицею Деметрія I стала Євтідемія (в подальшою Сакала, сучасний Сіялкот у західному Пенджабі). Він був першим грецьким володарем, що карбував монети з написами двома мовами — грецькою та санскритом — письменами кхароштхі.
На деякий час походи південних та центральних районів Індії з боку греків припинилося. Це було пов'язано з боротьбою між Деметрієм та Євкратидом. Лише один з наступників Деметрія — онук Менандр I зупинив просування Євтідема. В результаті Менандр влаштувався в індійській частині імперії, здобувши в Бактрії низку перемог, після чого він продовжив експансію на схід.
Менандра вважають найуспішнішим індо-грецьким царем, що підкорив максимальну територію. Його монети найбільш часто зустрічаються і поширені по великій території. Страбон говорить, що він підкорив «більше народів, чим Олександр». Його монети були розповсюджені від сучасного Кабула до Матхури та Бунделкханда, а також у портах західної Індії. За його володарювання Індо-грецьке царство досягло найвищого розквіту. Буддизм стає державною релігією.
Водночас тривали війни з Греко-бактрійським царством на чолі із династією Євкратидів. У 125 році до н.е. на територію індо-греків вдерлися греко-бактрійци на чолі з царем Геліоклом I, який повалив свого батька Євкратида. Геліокл зумів захопити більшу частину сучасного Пенджаба. Водночас його спадкоємці зазнали поразки від саків.
Зрештою царство було розділено на дві частини — династія Менандра залишилася на своїх територіях на схід від річки Джелум  до Матхури, а інші царі керували Паропамісадами, західним Пенджабом і Арахозією.
Близько 100 року до н.е. царі з династії Шунга у союзі із Сатаваханами змогли повернути територію Матхура і Східний Пенджаб на схід від річки Рави, після чого вони стали карбувати власну монету.
Західний цар Філоксен I зміг на короткий час зайняти всю решту грецьку територію від Паропамісади до Західного Пенджабу між 100 і 95 року до н.е., після чого царство знову розпалося.
Східні царі змогли повернути територію до Арахозії. Близько 80 року до н. е. цар індо-скіфів Меус (за іншою версією сатрап) керував кілька років північно-західною Індією, але потім індо-греки знову змогли повернути владу. Цар Гіппострат у 65-55 роках до н.е. зумів відновити владу греків у північній Індії, але наприкінці володарювання він зазнав поразки, і індо-скіфський цар Азес I встановив нову династію.

### Занепад
Протягом всього I століття до н.е. індо-греки поступово втрачали територію з причини вторгнення індо-скіфів, утримуючись в східному Пенджабі, поки останній індо-грецький цар Стратон II не був переможений індо-скіфами у 10 році н.е.
Геліокл I правив у західній частині Індо-грецького царства зі столицею у Паропамісадах (біля Кабула), але зазнав поразки внаслідок нападів на Бактрию юечжів. Наступні члени династії Євкратидів володарювали переважно у західному Пенджабі. Один з них, Антіалкід, який переніс столицю до Таксили, намагався укласти союз з династією Шунга проти нових загарбників. Саме він у 110 році до н.е. зміг відновити потугу греків, ставши паном земель по обидва боки Гіндукуша.
Відомо близько восьми західних індо-грецьких царів, останнім з яких був Гермей , що правив приблизно до 70 до н. е., поки його не змінили юечжі (тохари), яких хунну вигнали з сучасного Сіньцзяна, до Бактрії. Звідси вони рушили на південь. Ймовірно юечжі зайняли Паропамісади після Гермея. Юечжі утворили Кушанську імперію. При цьому намагалися продовжувати традиції греко-індійців та греко-бактрійців.